# La Petite Tonkinoise

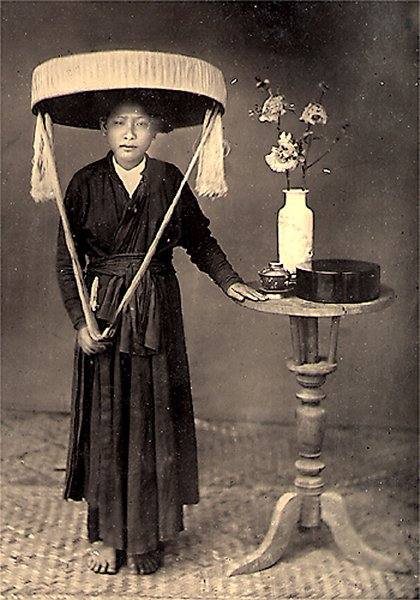
Femme du nord du Viêt Nam en costume ao tu than et son chapeau nón quai thao.

La Petite Tonkinoise est une chanson française populaire, dont les paroles d'Henri Christiné furent écrites sur une musique composée par Vincent Scotto.
La Petite Tonkinoise a été interprétée par Polin, Joséphine Baker et bien d'autres, et a connu un immense succès.
La Petite Tonkinoise est également le nom d’une opérette d’Albert Willemetz et André Mouëzy-Éon créée en 1961, avec des chansons de Vincent Scotto.
En 1986, Suzanne Prou écrit un roman avec le même titre, mais sans relation directe avec la chanson.

## Histoire
Vers 1905, Georges Villard écrit une chanson intitulée Le Navigatore. Vincent Scotto, jeune compositeur marseillais quasiment inconnu à l'époque, en compose la musique et la propose à Pierre-Paul Marsalés, plus connu comme « comique troupier » sous le nom de scène Polin. Celui-ci, de passage à l'Alcazar de Marseille, apprécie la musique, mais pas les paroles :
Je ne suis pas un grand actore
Je suis navi, navi, navi, navigatore
Je connais bien l'Amérique
Aussi bien que l'Afrique
J'en connais bien d'autres encore
Mais de ces pays joyeux
C'est la France que j'aime le mieux.
Polin met alors Scotto en relation avec Henri Christiné, qui en réécrit le texte. Le navigateur devient alors un militaire finissant son service au Tonkin. Polin intègre La Petite Tonkinoise à son répertoire dès 1906, et la chanson a un succès fulgurant.
Dès 1906, Fragson en chante une version anglaise sous le nom de Chin-Chin.
La chanson est reprise par de nombreux interprètes, dont Karl Ditan, Jack Lantier, Mansuelle, Victor Lejal, Lina Margy, Raoul de Godewarsvelde, Fréjol, Bourvil et Maurice Chevalier. Esther Lekain en interprète une version « féminine » dès 1907, suivie d'autres chanteuses comme Mistinguett. Mais c'est l'interprétation de Joséphine Baker en 1930 qui rencontra le plus de succès.
Anna Held adapte également la chanson en anglais, sous le titre It's delightful to be married. La chanson sera partiellement interprétée par Luise Rainer dans une scène du film Le Grand Ziegfeld (1936).
Conservant la musique, Théodore Botrel réécrit les paroles et en fait une « chanson d'amour militaire » :
Quand ell' chante à sa manière
Taratata, taratata, taratatère
Ah que son refrain m'enchante !
C'est comme un z-oiseau qui chante
Je l'appell' la Glorieuse
Ma p'tit' Mimi, ma p'tit' Mimi, ma mitrailleuse
Rosalie m'fait les doux yeux
Mais c'est elle que j'aime le mieux.
La musique est utilisée dans le film d'animation En plein boulot (1931) de Burton Gillett (Walt Disney Productions).
La Petite Tonkinoise est chantée par Jacques François dans le film de Jean Yanne Les Chinois à Paris (1974) mais aussi par Jean-Yves Chatelais dans le téléfilm Désiré Landru (2005) réalisé par Pierre Boutron.

## Paroles
Il existe deux versions, une pour chanteur homme, une pour chanteuse, avec des variantes propres à chaque interprète.

## Analyse
Si la musique de La Petite Tonkinoise, au carrefour de la polka, du tango et de la musique militaire, est une incontestable réussite, les paroles de la chanson ont été l'objet de nombreuses analyses politico-historiques, souvent très critiques.
Pour Maryse Bray et Agnès Catalyud, La Petite Tonkinoise fait partie de ces chansons coloniales dans lesquelles « les femmes indigènes au contact desquelles l’Européen s’avilit, sont lascives, dévergondées, expertes dans les choses de l’amour » et qui « abondent en sous-entendus paillards où un mot en suggère un autre plus osé, ce qui est très à la mode à l’époque ». « La moukère, la fatma, la houri, la bédouine et sous d’autres cieux la mousso, la congaï, sont soumises au plaisir des hommes. Ces “cannibales”, toujours prêtes à s’enflammer au premier regard que leur lance un bel officier de passage, vivent des amours sans joie et finissent éplorées au départ d’un bateau ou de la troupe qui s’éloigne dans le désert, emportant leur amant d’une nuit. Avec une nuance cependant : la Chinoise serait plus “farouche”, elle “refuse sa bouche”, elle est “prudente”, charmante, mutine, et sait défendre son cœur qu’elle n’accorde pas au premier venu. La Tonkinoise quant à elle serait “belle et fidèle” ».
Alain Ruscio est plus critique encore. Pour lui, la chanson aurait pour premier objectif « de faire s’esclaffer nos aïeux aux dépens des ‘indigènes’ » ; « le Français quitte sans regret sa ‘tonkiki’ après en avoir abondamment profité », ce qui peut être contesté. « Dans beaucoup de chansons, la femme tient une place prépondérante. La jeune femme colonisée est souvent ridiculisée et « rarement les fantasmes de l’homme blanc auront été étalés avec autant de complaisance ». Dans cette thématique, c’est sans doute la chanson La petite Tonkinoise qui a remporté le plus grand succès La critique a été reprise par Marie-Lise Trần Đình Hòe dans l'ouvrage Dragon en éveil : La petite Tonkinoise [...] est assez révélatrice de la représentation française des femmes indochinoises. Ainsi, dans la première phase de la colonisation, la plupart des hommes étaient célibataires et succombèrent vite aux charmes de l’Indochine. Mais souvent ce n’étaient que des aventures éphémères, qui ne débouchaient que très rarement sur un mariage. En effet, la femme était alors considérée comme une indigène et devait se soumettre au colon. »
Emmanuelle Radar fournit l'analyse la plus détaillée de La Petite Tonkinoise comme « modèle d’objet culturel qui sous-tend l’action de la conquête coloniale » pour « éclairer à la fois le discours populaire que la chanson met en avant et en même temps les contextes dans lesquels et par lesquels ce discours prend son sens ». 
Très belle chanson ou « expression de la sentimentalité colonialiste la plus ridicule », la Petite Tonkinoise est un témoignage historique, et fait partie intégrante de la culture populaire française.

### Sources et bibliographie
- Bray, Maryse J. et Calatayud, Agnes (2002) La chanson populaire en France au temps des colonies : de l'insouciance à la contestation. Remembering Empire, No. 1, 2002, p. 81-98. Westminster Research, University of Westminster, Royaume-Uni, 2002, 9 pp.
- Brunschwig Chantal, Calvet Louis-Jean, Klein Jean-Claude (1981), Cent ans de chanson française, Paris, Éditions du Seuil (collection Points)
- Fournier, Jean-Claude (2008) Vincent Scotto (1874-1952) ou  30 septembre 2008, 3 pp.
- Klein Jean-Claude (1990), Florilège de la chanson française, France-Loisirs (1re éd. 1989, Bordas)
- Mansutti, Emmanuel (2004) L’immigration des Indochinois à Mulhouse au XXe siècle : La confrontation de Mulhouse avec les peuples d’Indochine. Mémoire de maîtrise d’histoire contemporaine, Université de Haute Alsace, Faculté des Lettres Langues et Sciences Humaines, Département d’Histoire, juillet 2004, ii + 158 pp.
- Prou, Suzanne (1994) La petite Tonkinoise Calmann-Levy, 1994, 171 pp.
- Radar, Emmanuelle Marie Anne Françoise Marguerite (2008) « Putain de colonie ! » : anticolonialisme et modernisme dans la littérature du voyage en Indochine (1919-1939). Thèse de doctorat soutenue à l’Université d’Amsterdam le 30 juin 2008, 827 pp. Voir, notamment, Ch.7 La conquête des 'Tonkinoises' : variations de 1906 et L’effet de La Petite tonkinoise en 1930 in Ch.9 La place spécifique du colonisé ; la preuve de gratitude, p. 256-257.
- Ruscio, Alain (2001) Que la France était belle au temps des colonies… Anthologie de chansons coloniales et exotiques françaises. Maisonneuve et Larose, Paris, 2001, 517 pp. + 1 CD
- Ruscio, Alain (2003) Littérature, chansons et colonies dans Blanchard, Pascal et Lemaire, Sandrine (dir.), Culture coloniale. La France conquise par son Empire. 1871-1931, Ed. Autrement, Paris, 2003, p. 67-80.
- Santacroce, Michel (2007) Présentation d’extraits de chansons. La période 1900 Scefee – La Chanson Française – Niveau 2 Intermédiaire, Enseignement La chanson française et français langue étrangère, Faculté des Lettres et Sciences humaines d'Aix-en-Provence, novembre 2007, 4 pp.
- Scotto, Vincent (1947) Souvenirs de Paris Éditions S.T.A.E.L, Toulouse, 1947, 216 pp.
- Sicard, Lucien (2008) L’histoire des cabarets avant la guerre de 14 (Deuxième partie : de 1907 à 1910). L’Heure aux Mordus, no 33, janvier-mars 2008, p. 6.
- Souvais, Michel (2008) Moi, La Goulue de Toulouse-Lautrec. Les mémoires de mon aïeule Éditions Publibook, 2008, 202 pp.